# Bataille de Karakilisa
Pour la bataille russo-ottomane, voir Bataille de Kara Killisse.
Campagne du Caucase
Première Guerre mondiale
Batailles
- Offensive Bergmann
- Sarikamis
- Ardahan (en)
- Van
- Manzikert
- Kara Killisse
- Erzurum
- Trébizonde (en)
- Bitlis
- Erzincan
- Expédition allemande
- Sardarapat
- Abaran
- Karakilisa
- Bakou

La bataille de Karakilisa (en arménien : Ղարաքիլիսայի ճակատամարտ) est une bataille de la campagne du Caucase lors de la Première Guerre mondiale, qui eut lieu aux environs de Vanadzor, autrefois appelée Karakilisa, entre les 24 et 28 mai 1918.

## Contexte
Juste deux mois après la signature du traité de Brest-Litovsk, l'Empire ottoman attaque les territoires arméniens de Russie. En violation du traité signé précédemment avec la République socialiste fédérative soviétique de Russie, la cinquième armée ottomane traverse la frontière en mai 1918 et attaque Alexandropol (aujourd'hui Gyumri) d'où l'armée russe s'est retirée à la suite de la Révolution de 1917. L'armée ottomane souhaite écraser l'Arménie et s'emparer de la Transcaucasie pour relier les États turcs entre eux (panturquisme). Le gouvernement allemand n'approuve guère l'initiative de son allié et refuse d'aider les Ottomans sur ce front.
À ce moment, seule une petite partie du territoire de l'Arménie russe n'est pas encore occupée par les Ottomans et ces régions ont accueilli un flot de trois-cent-cinquante-mille réfugiés arméniens fuyant le génocide arménien.
Les forces ottomanes entreprennent une stratégie d'attaque sur trois fronts, en trois colonnes, pour faire tomber l'Arménie. Après la chute d'Alexandropol, l'armée ottomane s'engage dans la vallée d'Ayrarat — le cœur de l'Arménie.

## Bataille
Le 20 mai 1918, l'armée ottomane conquiert les villages d'Akhbulag, Djrajur et de Kaltakhchi. Le 21, Vorontsovka est prise. L'armée arménienne bat en retraite, pressée par les troupes ottomanes, qui se séparent. La colonne qui se dirige vers Karakilisa est forte de 10 000 hommes, 70 pièces d'artillerie et 40 mitrailleuses. Tandis que la population fuit au sud vers Erevan et le Syunik, Garéguine Njdeh atteint la ville avec ses troupes et tente de rallier les habitants pour le combat. Les forces arméniennes atteignent 6 000 hommes, soutenus par 70 pièces d'artillerie et 20 mitrailleuses. Après quatre jours de violents combats, les deux camps comptent de nombreuses pertes.

## Conséquences
Bien que l'armée ottomane ait réussi à prendre Karakilisa, elle ne dispose plus d'assez de réserves pour pénétrer plus en avant dans le territoire arménien. Le 28 mai 1918, le Conseil national arménien à Tiflis proclame l'indépendance de la République démocratique d'Arménie, effective jusqu'à l'invasion bolchévique du pays en novembre 1920.